# الحاج بلعيد
الحاج بلعيد هو مغني وشاعر من شعراء ورواد الأغنية الأمازيغية في منطقة سوس. ويعتبر أحد رموز الموسيقى التراثية الأمازيغية في المغرب.

## نشأته
يرجح أن يكون ميلاد الحاج بلعيد ما بين 1870 و1875 ولم تعرف سنة ميلاده بالضبط. وينحدر من أسرة فقيرة استقرت منذ تاريخ غير معروف في أنو ن عدو بجماعة ويجان شرقي إقليم تيزنيت.
نشأ نشأة اليتم والعوز حيث توفي والده وهو طفل وأدخلته أمه إلى مدرسة مسجد القرية لعله ينال نصيبا من التعليم، لكن الظروف العائلية القاسية حالت دون ذلك بسبب حاجة الأم إلى عونه في إعالة إخوته الصغار، فاشتغل أجيرا في رعي الغنم في إيدا أو باعقيل. وقضى معظم طفولته في الرعي في غابات أركان في أنزي.

## مساره الفني
كانت بداية موهبة الحاج بلعيد الفنية والشعرية حينما كان راعيا حيث تعلم العزف على مزماره والشعر والغناء. غادر بعدها إلى زاوية تزروالت ليخالط رجال الزاوية من أهل العلم والشعر.
قام سنة 1938 بتسجيل بعض أغانيه في استديوهات العديد من شركات الإنتاج بفرنسا مثل باثى وغيرها.

## وفاته
توفي الحاج بلعيد منتصف الأربعينيات من القرن العشرين مابين 1943 و1948. المرجح أنه توفي سنة 1945.

## تكريمه
قامت مدينة تيزنيت سنة 1914 بتكريم الحاج بلعيد بنصب تمثال حديدي له عند مدخل الفضاء الأخضر لدار الثقافة بالمدينة.
كما قامت القناة الأمازيغية المغربية بإنتاج مسلسل أغبالو حول حياته الشخصية والفنية.